# Focuri, Iași
Focuri (în maghiară Prágurok) este o comună în județul Iași, Moldova, România, formată numai din satul de reședință cu același nume.

## Așezare
Comuna este așezată în partea central-nordică a județului. Este traversată de șoseaua județeană DJ281D, care o leagă spre est de Gropnița și spre vest de Coarnele Caprei și Ceplenița (unde se termină în DN28B).

## Istorie
Satul a fost înființat în 1879 în comuna Belcești; la sfârșitul secolului, avea 820 de locuitori și în el funcționau o școală cu 42 de elevi și o biserică catolică. Anuarul Socec din 1925 consemnează apariția comunei care avea 3416 locuitori în satele Focuri și Fântânele și făcea parte din plasa Bahlui a județului Iași. În 1931, comuna a fost desființată, iar satul a fost trecut la comuna Gropnița.
Tradiția locală consemnează existența în trecut a lipovenilor și a maghiarilor ceangăi. Schimbarea de limbă a ceangăilor s-a săvârșit în secolul al XX-lea.

### Revolta din 1958
La data de 6 mai 1958, Focuri a fost scena unei răzvrătiri semnificative, cauzată de acțiunile întovărășiei agricole de la Coarnele Caprei, care venise să are terenurile agricole ale localnicilor. Nemulțumiți de aceste acțiuni, mai mulți locuitori care erau proprietari ai terenurilor au ieșit în câmp și au împiedicat aratul cu tractorul.
Cu această ocazie, mai mulți localnici au fost arestați și condamnați de Securitate și Tribunalul din Iași prin Sentințele nr. 83 și 805, ambele din 1958. Printre cei condamnați se numărau:
- Tănase M. Moroi, născut în 1928, tată a doi copii, condamnat la muncă silnică pe viață.
- Mihai M. Popa, născut în 1915, preot, arestat pe 16 iulie 1958 și condamnat la 12 ani de muncă silnică.
- Petru Coțoveanu, din comuna Focuri, de asemenea condamnat.[9]

În 1968, la reforma administrativ-teritorială, satul se separase însă deja și forma o comună separată din raionul Hârlău al regiunii Iași, iar la acea dată comuna a fost transferată la județul Iași, alipindu-i-se din nou satul Fântânele. Comuna are alcătuirea actuală din 2004, când satul Fântânele s-a separat din nou pentru a forma o comună de sine stătătoare.

## Demografie
Componența etnică a comunei Focuri
     Români (84,45%)
     Ruși lipoveni (6,92%)
     Alte etnii (0%)
     Necunoscută (8,64%)
Componența confesională a comunei Focuri
     Ortodocși (74,5%)
     Creștini de rit vechi (10,83%)
     Romano-catolici (5,74%)
     Alte religii (0,11%)
     Necunoscută (8,82%)
Conform recensământului efectuat în 2021, populația comunei Focuri se ridică la 3.729 de locuitori, în scădere față de recensământul anterior din 2011, când fuseseră înregistrați 3.852 de locuitori. Majoritatea locuitorilor sunt români (84,45%), cu o minoritate de ruși lipoveni (6,92%), iar pentru 8,64% nu se cunoaște apartenența etnică. Din punct de vedere confesional, majoritatea locuitorilor sunt ortodocși (74,5%), cu minorități de creștini de rit vechi (10,83%) și romano-catolici (5,74%), iar pentru 8,82% nu se cunoaște apartenența confesională.

## Politică și administrație
Comuna Focuri este administrată de un primar și un consiliu local compus din 13 consilieri. Primarul, Viorel-Vasile Murariu[*], de la Partidul Social Democrat, este în funcție din octombrie 2020. Începând cu alegerile locale din 2024, consiliul local are următoarea componență pe partide politice:
|  | Partid                                   | Consilieri | Componența Consiliului | Componența Consiliului | Componența Consiliului | Componența Consiliului | Componența Consiliului |
|  | ---------------------------------------- | ---------- | ---------------------- | ---------------------- | ---------------------- | ---------------------- | ---------------------- |
|  | Partidul Național Liberal                | 5          |                        |                        |                        |                        |                        |
|  | Partidul Social Democrat                 | 5          |                        |                        |                        |                        |                        |
|  | Comunitatea Rușilor Lipoveni din România | 2          |                        |                        |                        |                        |                        |
|  | Alianța pentru Unirea Românilor          | 1          |                        |                        |                        |                        |                        |